# ميرديث (نيويورك)
ميرديث (بالإنجليزية: Meredith, New York)‏ هي بلدة أمريكية تقع في الولايات المتحدة في مقاطعة ديلاوير. يقدر عدد سكانها بـ 1,529 نسمة ومساحتها 151.1 كم2 وترتفع عن سطح البحر 604 متر.